# Чоботани (Муреш)
Чоботани (рум. Ciobotani) насеље је у Румунији у округу Муреш у општини Станчени. Oпштина се налази на надморској висини од 643 m.

## Становништво
Према подацима из 2002. године у насељу је живело 324 становника, од којих су сви румунске националности.